# Konståret 1903

## Händelser

### Maj
- 6 maj – Konstmuseet Belvedere i centrala Wien öppnar under namnet Moderne Galerie i det forna Orangeriet i Nedre Belvedere.

### Augusti
- 1 augusti – Nya statyn[1] John Ericsson av konstnären Jonathan Scott Hartley avtäckts, Battery Park, New York. En tidigare version av samme konstnär avtäcktes 26 april 1893.

### Okänt datum
- Isabella Stewart Gardner Museum invigs.
- Isadora Duncan utvecklar free dance, en dansteknik influerad av de gamla grekerna och  Friedrich Nietzsches filosofi.
- Skånska konstnärslaget genomför sin första utställning på Malmö museum.

## Verk

### Målningar
- Cassius Coolidge producerar flera verk i hans serie Dogs Playing Poker.
- Under vad som är känt som hans “Blå period” målar Pablo Picasso bland annat Tête de femme, Vieux guitariste aveugle, The Tragedy, och  La vie.
- Vasilij Kandinskij - Den blå ryttaren (Der Blaue Reiter)
- Peder Severin Krøyer - St. Hansbål på Skagens strand

### Skulpturer
- Pompeo Coppini - Confederate Soldiers monument, Texas State Capitol

## Utställningar
- 31 oktober - Med stöd från Pierre-Auguste Renoir, Jacques Villon, Auguste Rodin och andra öppnar den första Salon d'Automne i Paris som en reaktion till konservatismen vid Paris Salon. Utställningen pågår till 6 december.

## Födda
- 10 januari - Barbara Hepworth (död 1975), engelsk skulptör.
- 11 januari - Hugo Borgström (död 1976), svensk konstnär.
- 18 januari - Zoia Lagerkrans (död 1999), svensk konstnär.
- 19 januari - Sir Alfred Beit, 2nd Baronet (död 1994), brittisk politiker, konstsamlare, filantrop och irländsk hedersmedborgare.
- 30 januari - Gösta Hammarlund (död 1987), norsk tecknare och journalist.
- 2 februari - Hugo Karlsson (död 1978), svensk lantbrukare och konstnär.
- 6 februari - Egon von Vietinghoff (död 1994), tysk-schweizisk konstnär och fackboksförfattare.
- 14 mars - Adolph Gottlieb (död 1974), amerikansk målare.
- 21 april - Nils Bringfelt (död 1985), svensk konstnär
- 20 maj - Barbara Hepworth (död 1975), brittisk skulptör.
- 6 juni - Ceri Richards (död 1971), walesisk målare.
- 15 juni - Victor Brauner (död 1966), rumänsk målare.
- 21 juni - Al Hirschfeld (död 2003), amerikansk karikatyrtecknare.
- 13 juli - Kenneth Clark (död 1983), engelsk författare, museeidirektör och konsthistoriker.
- 21 juli - Roy Neuberger (död 2010), amerikansk konstsamlare.
- 10 augusti - Gustav Nordahl (död 1992), svensk skulptör.
- 24 augusti - Graham Sutherland (död 1980), engelsk målare.
- 16 september - Karl Zerbe (död 1972), amerikansk målare.
- 25 september - Mark Rothko (död 1970), lettisk målare.
- 29 september - Walter Inglis Anderson (död 1965), amerikansk målare.
- 20 oktober - Else Christie Kielland (död 1993), norsk målare, textilkonstnär och konstteoretiker.
- 22 oktober - Zlatyu Boyadzhiev (död 1976), bulgarisk målare.
- 22 oktober - Johannes Hansen (död 1995), dansk formgivare och skulptör.
- 24 oktober - Charlotte Perriand (död 1999), fransk arkitekt och designer.
- 25 oktober - Harry Shoulberg (död 1995), amerikansk målare.
- 1 november - Olof Thorwald Ohlsson (död 1992), svensk skulptör.
- 3 november - Walker Evans (död 1975), amerikansk fotograf.
- 22 december - Odhise Paskali (död 1985), albansk skulptör.
- 24 december - Joseph Cornell (död 1972), amerikansk skulptör.
- 30 december - Candido Portinari (död 1962), brasiliansk målare.

## Avlidna
- 5 januari - Eleuterio Pagliano (född 1826), italiensk målare.
- 29 januari - John Callcott Horsley (född 1817), målare.
- 9 maj - Paul Gauguin (född 1848), fransk målare.
- 14 juli - James McNeill Whistler (född 1834), amerikansk målare och etsare.
- 17 augusti - Hans Gude (född 1825), norsk målare [2].
- 13 september - Carl Schuch (född 1846), österrikisk målare.
- 28 september - Paul Graf (född 1866), svensk konstnär.
- 12 november, eller den 13:e - Camille Pissarro (född 1830), fransk målare.